# Uhuru
Uhuru, lanzado por la NASA fue el primer satélite lanzado específicamente para el estudio de la astronomía de rayos-X. También es conocido como Small Astronomical Satellite 1 (SAS-1)
Este observatorio espacial fue lanzado el 12 de diciembre de 1970 a una órbita de unos 560 km de apogeo, 520 km de perigeo, 3 grados de inclinación, con un periodo de 96 minutos. La misión terminó en marzo de 1973. Llevó a cabo la primera búsqueda en todo el cielo de fuentes de rayos X en el rango de 2 a 20 keV. El satélite disponía de dos contadores de rayos X, que detectaban los fotones que llegaban con ese intervalo de energías. Se encontraron 339 fuentes que pudieron ser identificadas y analizadas.
El nombre del satélite, Uhuru, significa «libertad» en suajili. Fue nombrado así en reconocimiento por la hospitalidad de Kenia desde donde fue lanzado a su órbita, y en conmemoración del séptimo aniversario de la declaración de independencia de ese país.
- Datos: Q580043
- Multimedia: Uhuru (satellite) / Q580043